# Arkæologi i Lapland
|  | Sammenskrivningsforslag Artiklen Arkæologi i Lapland er foreslået føjet ind i Lapland. (Siden januar 2018) Diskutér forslaget |

Arkæologi i Sameland er studiet af tidligere tiders menneskelige aktivitet i Sameland - en region i Finland, Norge, Rusland og Sverige, hvor regionen traditionelt er kendt som Lapland. Der er gjort fund af menneskelig aktivitet (i Finnmark) helt tilbage til Komsakulturen i perioden (8000–2500) fvt.

## På den norske side af grænserne
Forskning viser, at hele den norske kyst, fra Vest-Sverige til Varanger, blev befolket over en periode på 200 til 300 år. '
Nogle kilder konkluderer, at samerne måske stammer fra Komsakulturen. Kamkeramik og slibning af sten kendes fra begyndelsen af Yngre stenalder.
Redskaber og jagtvåben blev hovedsageligt lavet af horn og ben, ca. år 500 fvt. Redskaber af jern kendes fra Samisk jernalder; Begyndelsen af samisk jernalder, var omkring år 0.
Der er gjort fund på Kjelmøy fra omkring år 0, og disse fund stammer fra to samiske bopladser, skrev Frans-Arne Stylegar i 2016.
 Fund på Kjelmøy har stor lighed med fund fra omkring 500 fvt. i Ostrov Bolshoy Oleny (russisk: О́стров Большо́й Оле́ний).
Der er fundet 10 "komsa-bopladser" langs Porsangerfjorden.
Antal bopladser fra yngre stenalder som er fundet på Finnmarksvidda, var (pr. 1980) 150.
Kreolisering kan bruges som et udgangspunkt for at beskrive samfund af kystsamer i Nord-Norge, skrev André Nilsen (i 2014).
At en samisk befolkning fandtes i Syd-Norge i jernalderen og middelalderen, kan tolkes ud af visse fund, arkæologisk områder, og skriftlige kilder, skrev Hege Skalleberg Gjerde (i 2014).

## På den svenske side af grænserne
Undersøgelser indenfor palynologi tyder på, at samer dyrkede korn i Nord-Sverige i den sene jernalder [før år 850], og i den tidlige middelalder, skrev Ingela Bergman (i 2014).